# 泥火山

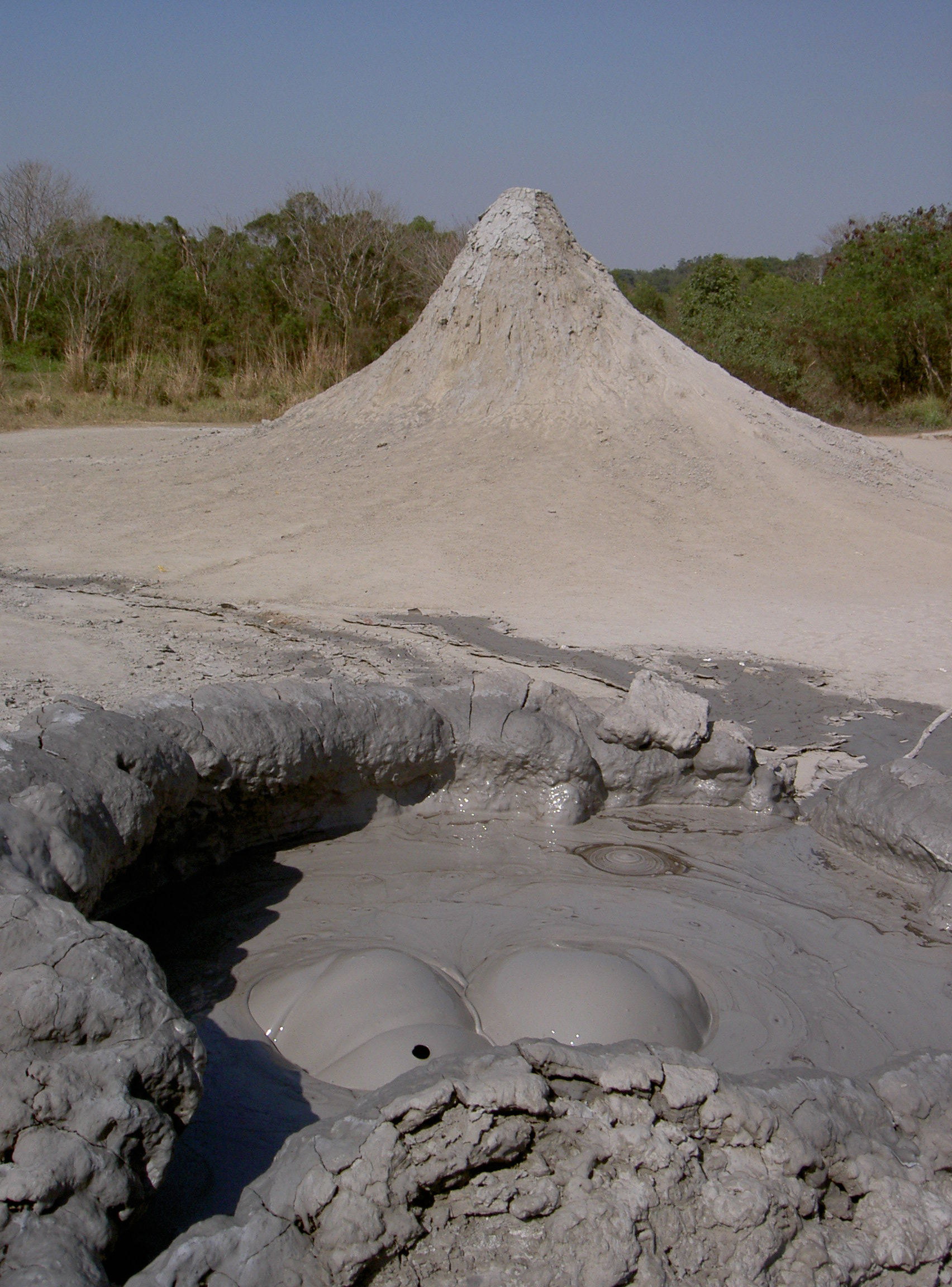
位於台灣高雄市燕巢區的泥火山

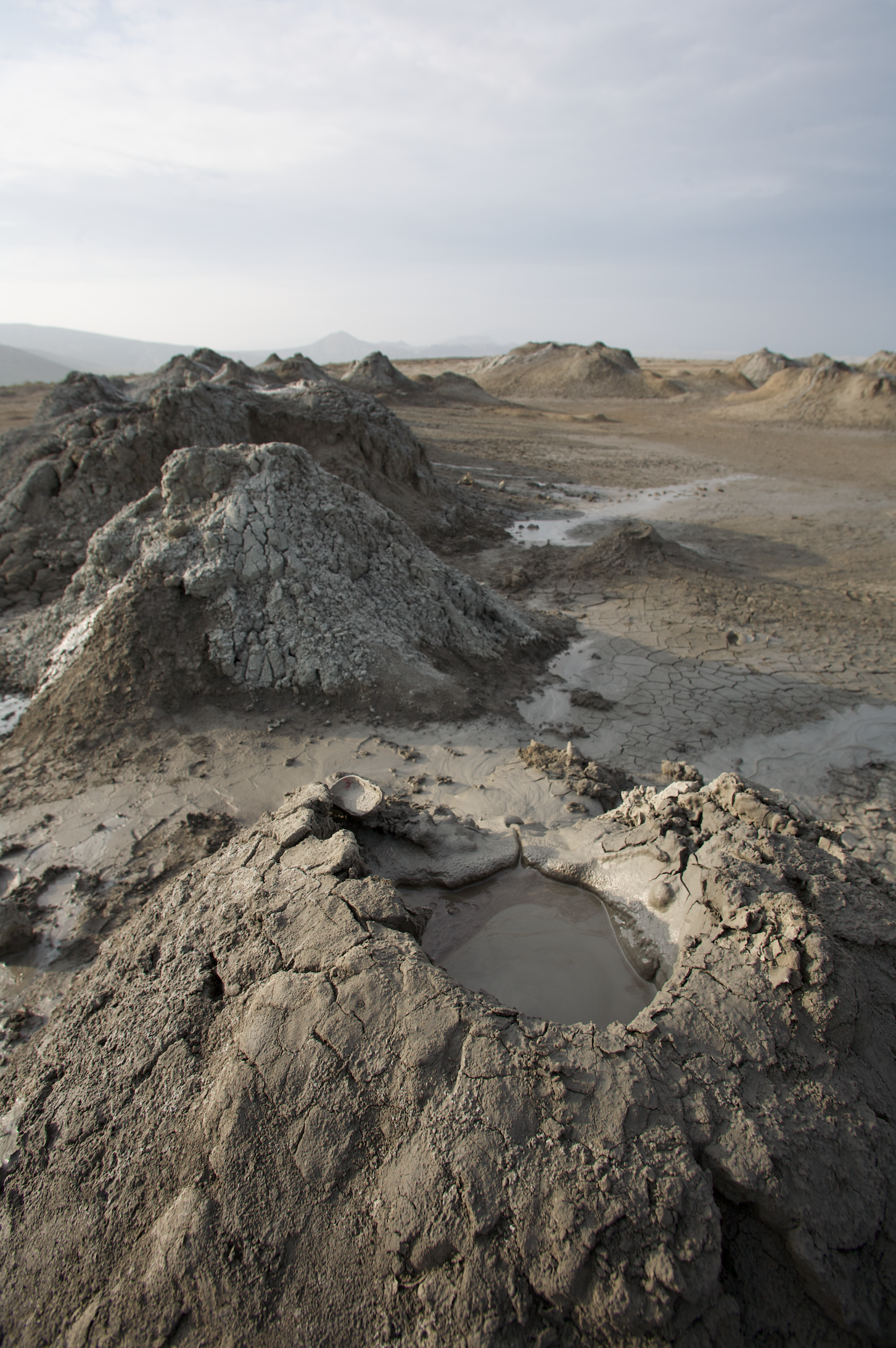
位於阿塞拜疆哥布斯坦的泥火山系列。

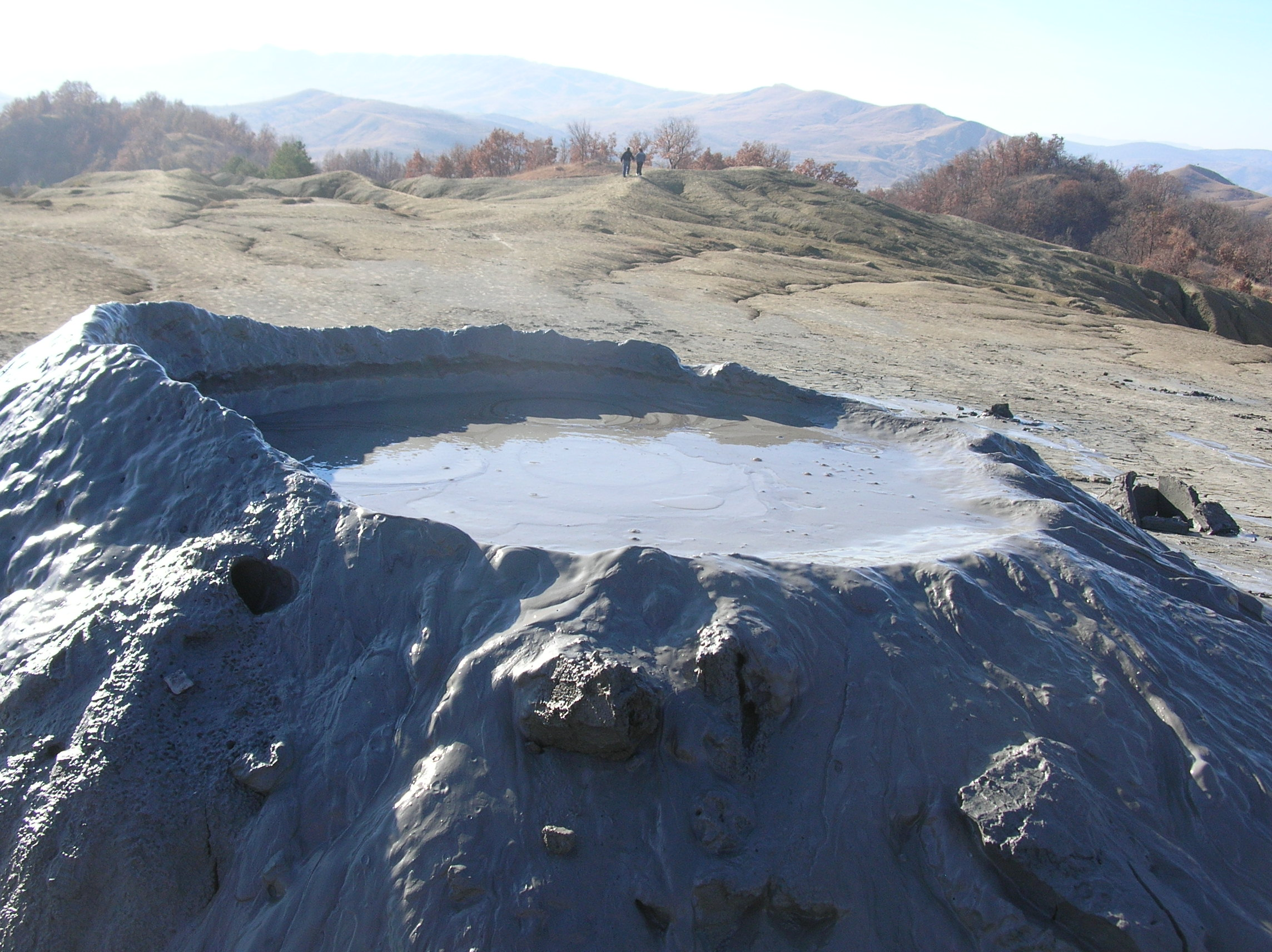
位於羅馬尼亞布澤烏縣油田地帶的泥火山。

泥火山是指多種在地下液體或氣體噴發後遺留下來的物質，一般以泥漿的形式出現，又或累積成為一個圓錐形的泥尖頂。這些泥狀殘餘物，在時間的積累下，也可能會發展成為泥岩地區；而若有關地帶仍然有地下天然氣由裂隙向地表散逸，噴發物往往夾帶著水或其他沉積物。泥火山可依所在地域不同，區分為陸上泥火山（on land mud volcano）及海底泥火山（submarine mud volcano）。

## 成因
大多数泥火山的形成都与天然气有关，例如阿塞拜疆、臺灣高雄、新疆乌苏等地。陸上泥火山之形成，需具備泥岩地層材質、有足夠之地下水源、具有高壓流體或天然氣賦存、地層有裂隙足以提供流通管道等4項基本要件。
首先地下要有能形成泥浆的固体物质，通常是固结程度不太高的泥岩、砂岩、页岩，或者大量破碎的黏土矿物；有了泥浆，喷发还需要压力，这来自于埋藏地下的天然气、沼气等气体；最后在天然气和泥浆层之上，还要有一层不太透水、透气的岩层；而这一岩层又要恰好有缝隙，气体才能带着泥浆喷流而出。由於这些条件缺一不可，这也就是泥火山数量稀少的原因。

## 形態
陸上泥火山依噴發物的含水量多寡，會有噴泥錐、噴泥盾、噴泥盆、噴泥池及噴泥洞等不同形態。而由於泥火山的溫度比天然氣的燃點低，爆出物並沒有火和熱。印度尼西亚的一些盾形或坑形的泥火山爆发，能形成很大的气泡，气泡爆裂时泥水四溅，声音能传到很远。世界上最大的泥火山即位于印尼西多尔佐的“露西”，其直径可达10（6英里）。
而美国黄石国家公园、冰岛和印尼的一些泥火山成因则与水蒸气有关。地热把地下水加热变成水蒸气，水蒸气带着泥浆喷出地表，形成泥火山。

## 成分
泥火山逸出的氣體，約20%是甲烷，並混雜有少量二氧化碳或氮；不過在台灣嘉義縣中埔鄉中崙村濁水潭的泥火山比較特別，其噴發氣體以二氧化碳為主。
而泥火山噴出的泥漿並不一定全是泥土和水的懸浮混合物，當中尚有不少溶在水裡的酸性氣體或化學鹽，甚或含有液態的碳氫化合物。

## 与火山的异同
泥火山外形与火山相似，内部结构也几乎相同。
泥火山山口下面有泥浆通道，通常只有几十米深，通道下面有泥浆房。
泥浆喷发的原理也跟火山相似，地下泥浆承受压力，从地表岩层的薄弱处破土而出，涌出地面。
小规模喷发时，只有气泡顶着泥浆缓缓涌出。剧烈喷发时，泥浆会犹如沸腾一样，气泡翻滚、并喷洒出大量泥浆，如果出口比较小，也只會像水管一樣噴出水來。
尽管很多方面相似，但泥火山并非火山的一种，它是自成一体的特殊地貌景观。

## 分布
除了南极洲，全世界各大洲都有泥火山分布，但总体数量不多。
泥火山常發生於板塊隱沒與碰撞帶沿線，地層壓力過壓地區。
阿塞拜疆的中部地区拥有大规模的泥火山群，婆羅洲也有分布。
中国江苏省和新疆维吾尔自治区的油田附近也有泥火山的分布。
在台灣，嘉義縣中埔鄉、高雄市燕巢區、田寮區，以及屏東縣萬丹鄉等地有泥火山。
日本新潟縣十日町市及北海道新冠町有多處泥火山。

## 开发
泥火山也可能是天然气苗喷出的产物，可做寻找油气田的地表徵兆。
火山会把地层深处的矿物带到地表，所以分布在火山地区的泥火山有时因为携带矿物质成分不同，会呈现出缤纷的色彩。
比如美国黄石公园的泥火山，因为含铁、硫等物质，会呈现鲜艳的黄色、绿色。
而这些矿物质中，有些含有对人体皮肤有益的成分，所以火山地区的泥火山可以开发泥浴。